# ولسنس
ولسنس (به فرانسوی: Velosnes) یک کامین در فرانسه است که در Canton of Montmédy واقع شده‌است.

## خصوصیات
ولسنس ۴٫۳۷ کیلومترمربع مساحت و ۱۴۶ نفر جمعیت دارد و ۱۹۲ متر بالاتر از سطح دریا واقع شده‌است.